# 松本救助
松本 救助（まつもと きゅうじょ）は、日本の漫画家。女性。主に青年誌などで活動するほか、松本とりも名義で女性向け作品も発表している。

## 経歴・人物
「松本とりも」名義で2011年に『コミックCawaii!』にて読切『メダホルマー・シグマ』でデビュー。そして同年、同サイトにて『Bar：Mangalica』で連載デビュー。
その後、「松本救助」名義で『ヤングアニマル』などでも作品を発表するようになる。

### ハンガリーの国賓
Web漫画として連載していた『Bar:Mangalica』は新宿ゴールデン街でマンガリッツァ豚がマスターを務める店の話だった。この頃、ハンガリーの食肉加工会社であるピック社の東京事務所では日本国内にマンガリッツァ豚を騙った偽物が出回っていないかインターネット上をチェックしており、松本の作品を見出す。なお、マンガリッツァ豚はハンガリーでは国宝認定されている。ピック社東京事務所所長パラノビチ・ノルバートはマンガリッツァ豚をFOODEXに出品する際に松本にコンタクトし協力を依頼した。これが縁となって松本は、元内閣総理大臣の海部俊樹、天皇・皇后に続くハンガリーの国賓として招待されることになる。
ハンガリーに国賓として招待され、オルバーン・ヴィクトル首相と会食したり、ハンガリーのテレビ番組に出演したりといった事の顛末は『ブタが好きすぎてハンガリーの国賓になりました』にて描かれている。
また、2017年にポプラ社より『ブタが好きすぎてハンガリーの国賓になりました』が出版された際には、件の所長は駐日ハンガリー大使となっており、2017年1月24日にハンガリー大使館（東京都港区）で松本を主賓に迎えて「国宝豚マンガリッツァを食べる試食会」がポプラ社、ピック社の共同企画で開催された。

## 作品リスト
- Bar：Mangalica（『コミックCawaii!』、2011年7月 - 2012年12月、主婦の友社、全6巻[3]）※松本とりも名義
- カレ活 〜12星座別男子取り扱い説明書〜（『コミックCawaii!』、2012年11月 - 12月、主婦の友社）※松本とりも名義
- パナケイアの手（『ヤングアニマル』、2013年No.2 - 2014年No.18、不定期連載、白泉社、全2巻）
- モトヨメシリーズ（原作：原田重光、『ヤングアニマル嵐』、2013年No.12 - 2014年No.7、2015年No.6 - 2016年No.2、2016年No.3 - 2016年No.10、2017年No.2 - 2017年No.9、白泉社、全4巻）
- QED 百人一首の呪（原作：高田崇史、『webメフィスト』、2014年1月7日配信開始、講談社、全2巻）
- メガネ画報（『週刊漫画TIMES』、2013年8月23日号より2015年2月13日号まで不定期連載、芳文社、全1巻）
- いっぽん!!〜しあわせの日本酒〜（原作：増田晶文、『グランドジャンプ』、2015年24号 - 2017年1月号、全3巻）※未完
- 眼鏡橋華子の見立て（『モーニング』、2015年48号 - 『コミックDAYS』に移籍して連載中）
- ブタが好きすぎてハンガリーの国賓になりました（ポプラ社、2017年）
- 魔女は三百路から（原作：原田重光、『ヤングアニマル嵐』、2018年No.2 - 2018年No.7、→『ヤングアニマル』、2018年No.14 - 2020年No.11・12、白泉社、全7巻）
- ショコラティエはサディスティック（原作：花形怜、『漫画ゴラクスペシャル』2019年8月25日号 - 2020年8月25日号、日本文芸社、全2巻）
- にんぷとくいいじ（『週刊漫画ゴラク』2021年7月2日号[4] - 2023年4月7日号[5]、日本文芸社）
- めんへら侍（原作：あかほりさとる、『ヤングアニマル』2021年No.22[6] - 2022年No.23[7]→『マンガPark』2022年12月18日[7] - 2023年5月28日、白泉社、既刊2巻）※電子版では全4巻[8]
- だから、彼女は彼を買う。（『コミッククリエ』2022年7月25日[9] - 2023年12月25日、『コミックガルド+』2023年12月 - 2024年4月、オーバーラップ、全2巻）
- 陰陽廻天 Re:バース（原作：作乃藤湖、『モーニング・ツー』2025年2月6日[10] - ）

## 師匠
- 蜷川ヤエコ

## メディア出演
- アップデート大学（テレビ朝日、2017年6月22日(21日深夜)）
- 激レアさんを連れてきた。（テレビ朝日、2017年11月6日）